# 硫黄島の砂
『硫黄島の砂』（いおうじまのすな、Sands of Iwo Jima）は、1949年製作のアメリカ映画である。

## 略歴・概要
太平洋戦争末期の硫黄島の戦いを題材としている。硫黄島の星条旗を実際に立てた兵士たちが出演していることでも有名。また、硫黄島の戦いで第3海兵師団を率いたグレーブス・アースキン将軍がアドバイザーとして撮影に参加している。
ロケーション撮影は、カリフォルニア州ロサンゼルスのCBSスタジオセンター、同州サンディエゴ郡オーシャンサイドのアメリカ海兵隊キャンプペンドルトン基地、同州サウザンドオークス、同州サンタカタリナ島で行われた。
主演のジョン・ウェインはアカデミー賞主演男優賞にノミネートされ、他にも脚色賞、編集賞、音響賞にノミネートされたが、いずれも受賞はしていない。ウェインは本作で、米国の雑誌『フォトプレイ』のフォトプレイ映画賞男優賞を受賞した。

## あらすじ

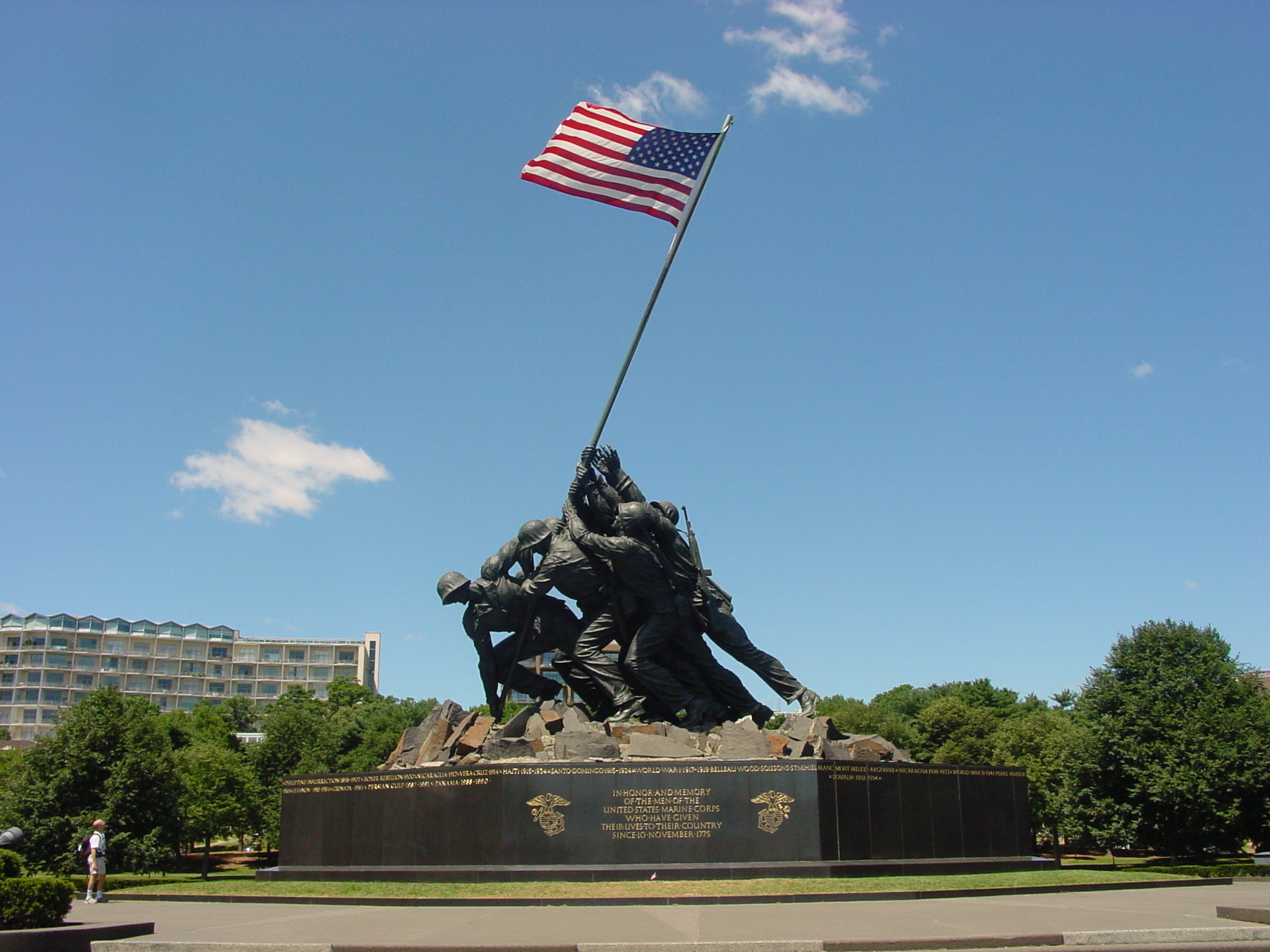
『硫黄島の星条旗』をかたどった海兵隊戦争記念碑。この戦いを象徴するもので劇中の星条旗掲揚でも同じ形が採用されている。

アメリカ海兵隊の軍曹であるストライカーは、ニュージーランドのパエカカリキ基地で部下たちを厳しく訓練していた。やがて、ストライカーの隊も前線への移動が決まり、タラワの戦い、次いで硫黄島の戦いに参加することとなる。しかし、日本軍の抵抗の前に1人また1人と隊の仲間たちは倒れていく。そして硫黄島で摺鉢山山頂への偵察を行った時、ついにストライカーも撃たれてしまい、仲間が駆け寄ったときには既に息が無かった。悲しみに暮れる仲間たちの後ろでは今まさに星条旗が掲げられようとしていた。

## キャスト
| 役名                    | 俳優                 | 日本語吹き替え | 日本語吹き替え |
| 役名                    | 俳優                 | 東京12ch版     | PDDVD版        |
| ----------------------- | -------------------- | -------------- | -------------- |
| ジョン・M・ストライカー | ジョン・ウェイン     | 松宮五郎       | 松井範雄       |
| ロバート・C・ダン       | アーサー・フランツ   | 鈴木泰明       | 藤富兵吉       |
| アリソン・ブロムリー    | アデル・マーラ       | 富田千代美     | 中神亜紀       |
| アル・トーマス          | フォレスト・タッカー | 小林修         | 藤田周         |
| ピーター・コンウェイ    | ジョン・エイガー     | 仲村秀生       |                |

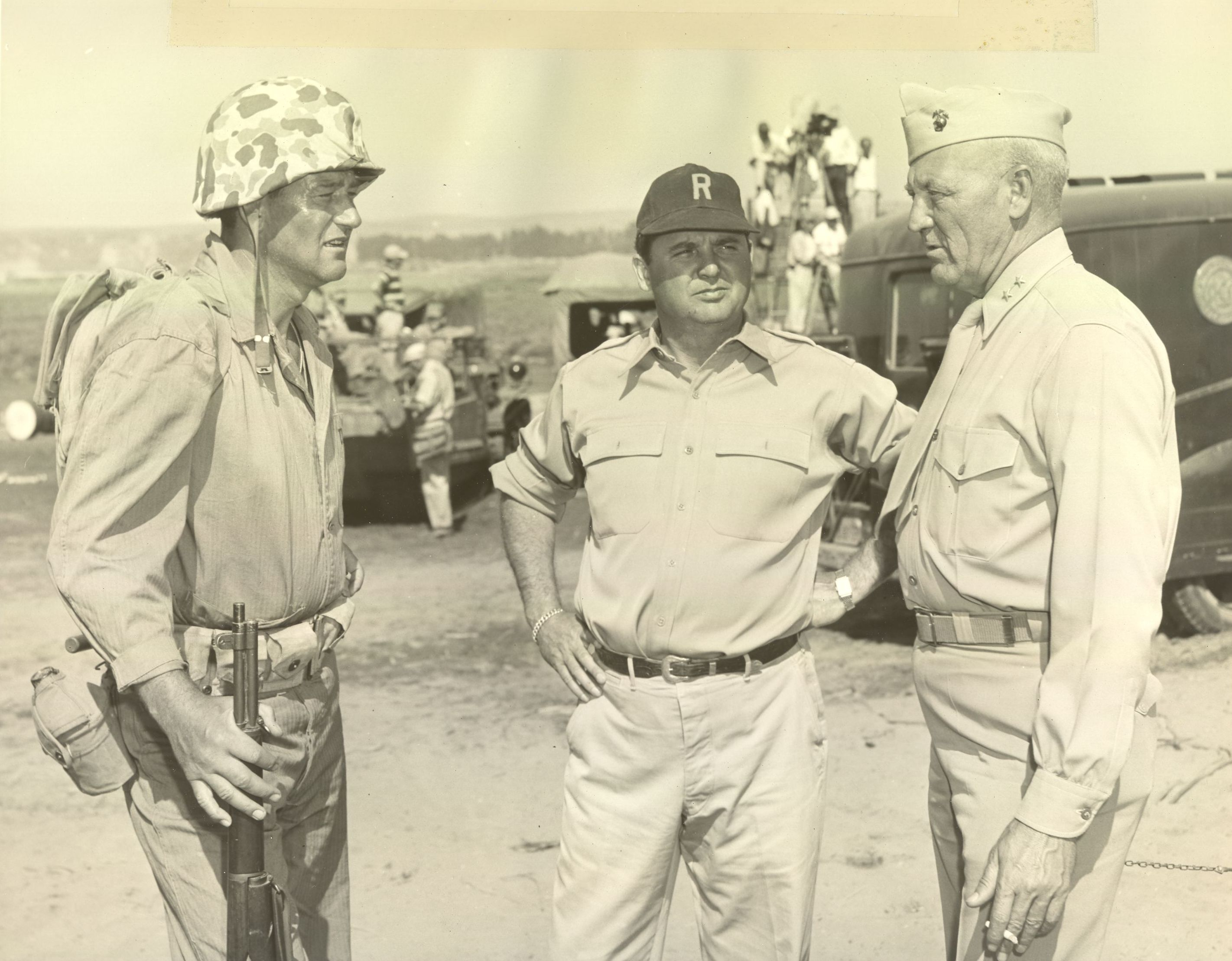
海兵隊員に扮したジョン・ウェイン（左）、アドバイザーのグレーブス・アースキン将軍（右）。

- 東京12ch版：初回放送1968年1月19日『金曜洋画劇場』

## スタッフ
- 監督 : アラン・ドワン
- 原案・脚本 : ハリー・ブラウン
- 撮影 : レジー・ラニング
- 脚本 : ジェームズ・エドワード・グラント
- 編集 : リチャード・L・ヴァン・エンガー

## 主な受賞歴

### アカデミー賞
ノミネート
アカデミー主演男優賞：ジョン・ウェイン
アカデミー脚色賞：ハリー・ブラウン
アカデミー編集賞：リチャード・L・ヴァン・エンガー
アカデミー録音賞：